# Phrynobatrachus graueri
Phrynobatrachus graueri é uma espécie de anfíbio da família Petropedetidae.
Pode ser encontrada nos seguintes países: República Democrática do Congo, Quénia, Ruanda e Uganda.
Os seus habitats naturais são: florestas subtropicais ou tropicais húmidas de baixa altitude, regiões subtropicais ou tropicais húmidas de alta altitude, áreas húmidas dominadas por vegetação arbustiva, pântanos e marismas de água doce.
Está ameaçada por perda de habitat.